# St. Laurentius (Elsendorf)

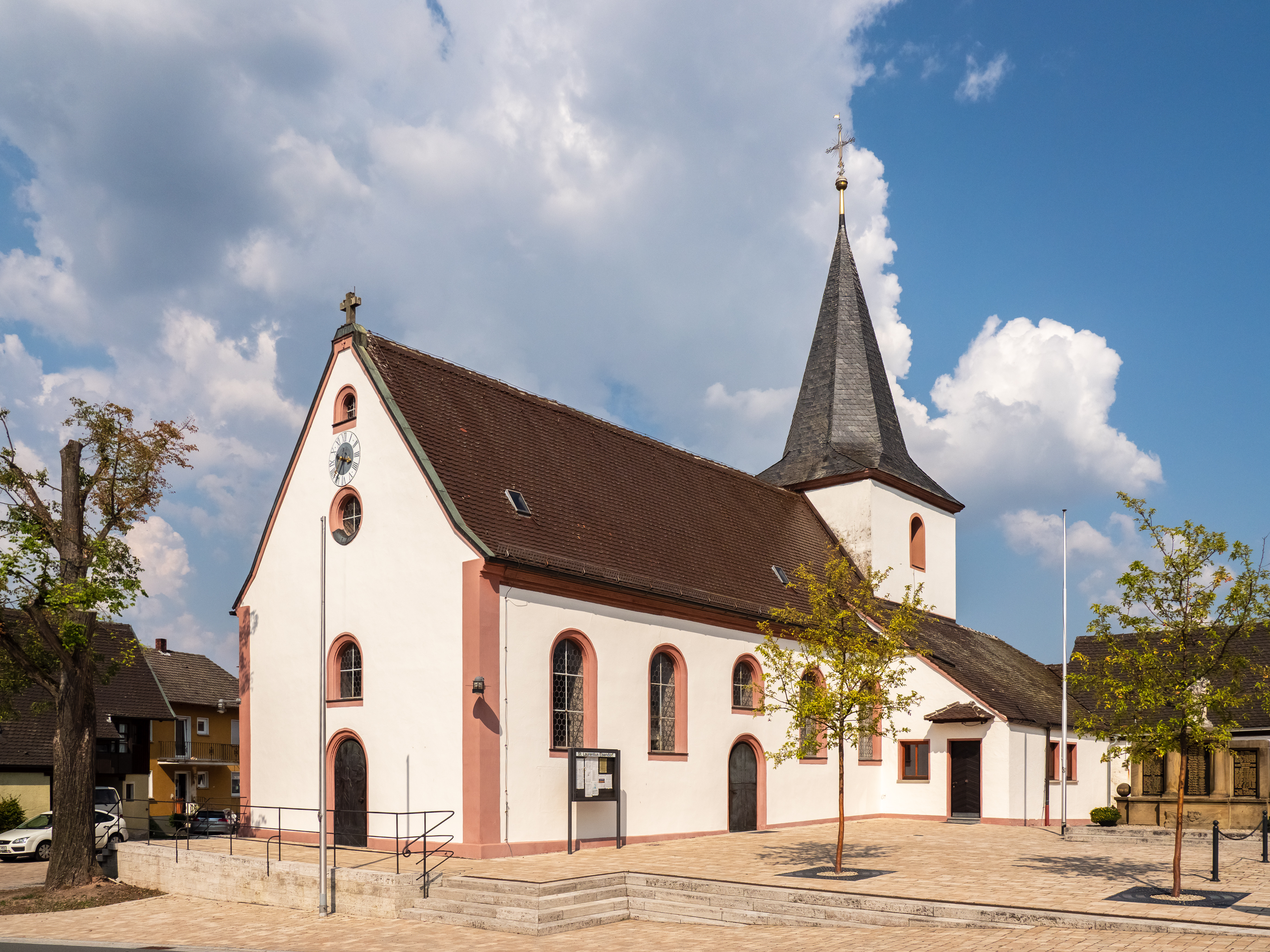
St. Laurentius (Elsendorf)

Die römisch-katholische Kuratiekirche St. Laurentius ist ein denkmalgeschütztes Kirchengebäude, das in Elsendorf steht, einem Gemeindeteil der Stadt Schlüsselfeld im oberfränkischen Landkreis Bamberg (Bayern). Der Kern des Chorturms stammt aus Mittelalter. Kirchenpatron ist der Hl. Laurentius von Rom. Die Kuratie gehört zum Seelsorgebereich Dreifrankenland im Steigerwald im Dekanat Ansbach des Erzbistums Bamberg.

## Architektur und Innenausstattung
Der von Strebepfeilern gestützte Chorturm auf quadratischem Grundriss wurde 1456 erbaut. Er erhielt später einen achtseitigen, schiefergedeckten, spitzen Helm. In seinem oberen Geschoss befindet sich der Glockenstuhl, die dem vier Gussstahlglocken aus den 1950er Jahren hängen. An den Chorturm wurde im 18./19. Jahrhundert das Langhaus angebaut, das 1864 nach Westen verlängert wurde. Der Dachfirst seines Satteldaches erreichte die Dachtraufe des Chorturms.
Der Innenraum des Langhauses ist mit einer Flachdecke überspannt, der Chor, d h. das Erdgeschoss des Chorturms, mit einem Kreuzrippengewölbe.
Etwa zur gleichen Zeit wurden die Altäre neu gestaltet und auf der Empore im Westen eine Orgel aufgestellt, die 1960 durch eine von Ignaz Weise ersetzt wurde. Zur Kirchenausstattung gehörte ein Hochaltar von 1891, der 1960 bei der Renovierung der Kirche durch einen schlichten Altar ersetzt wurde.  Rechts und links des Triumphbogens stehen auf barocken Konsolen die Statuen einer Mondsichelmadonna und einer Anna selbdritt.
Der Tabernakel hinter dem Altar mit einem IHS-Relief wird überdacht von dem Buch mit den sieben Siegeln der Apokalypse des Johannes und dem Lamm Gottes. Das Fenster an der Rückwand zeigt den Kirchenpatron Laurentius. Der Tabernakel wird flankiert von Statuen der beiden Apostel Petrus und Paulus mit ihren Attributen  Schlüssel bzw. Schwert. Bei einer Umgestaltung des Chors 1982 im Sinne der Liturgiereform des Zweiten Vatikanischen Konzils ersetzte ein Volksaltar aus Sandstein den bisherigen Altar.